# Dagwinkel
Dagwinkel is een Nederlandse supermarktketen die zich vooral richt op kleinere locaties en op kleine plaatsen. Dagwinkel is een onderdeel van Van Tol Retail, dat onder andere ook Troefmarkt in zijn bezit had. Alle winkels van de Troefmarktformule zijn omgebouwd naar Dagwinkels. Dagwinkel richt zich op locaties van ongeveer 300 tot 500 m² oppervlakte. De kleinste Dagwinkel staat in het Noord-Hollandse Driehuis.

## Geschiedenis
In 2004 introduceerde Van Tol Retail een nieuwe formule: Dagwinkel. De eerste vestiging opende op 30 juni 2004 in De Wilp.